# Night of the Juggler
Night of the Juggler es una película de 1980 de acción y suspenso, protagonizada por James Brolin.

## Resumen
Un expolicía de Nueva York busca a su hija quién fue secuestrada por un psicópata después de ser confundida con la hija de un hombre rico. Su búsqueda se encuentra con obstáculos mientras entra en conflicto con la policía en su persecución, incluyendo a un excolega corrupto que se venga de él. Mientras tanto, el secuestrador está tan dispuesto de asesinar a alguien, incluyendo a su joven rehén, a menos que sus demandas de rescate se cumplan.